# Sam McMurray
Sam McMurray (Nova Iorque, 15 de abril de 1952) é um ator estadunidense. Ele era um jogador caracterizado em The Tracey Ullman Show e teve pequenos papéis nos filmes de Raising Arizona,de férias National Lampoon's Christmas. Ele também tinha um papel no filme Drop Dead Gorgeous como Lester Leeman. Ele fez participações nos episódios Odisséia de Homer e A Noite de Folga de Homer da primeira temporada da série de animação Os Simpsons. Ele apareceu como Dr. John Kennedy, o cirurgião de Corrado Soprano em Os Sopranos, bem como em The Immortal The Tick série live action. Participou, ainda, de alguns episódios da terceira temporada da série Friends, no papel de chefe da empresa em que Chandler Bing trabalhava. No entanto, ele provavelmente ganhou o maior reconhecimento internacional no mundo dos computadores para seu papel como a voz da "BBC Newscaster / Americana Newscaster 'na expansão de Command and Conquer Generals.
Sam McMurray nasceu em Nova Iorque, filho de Jane e Richard McMurray, ambos atores. Lesley Woods é a madrasta.